# (1790) Volkov
Volkov. - Asteroide n.º. 1790 de la sèrie (1967 ER), descobert el 9 de març de 1967 des de Nautxni per Liudmila Txernikh, és un asteroide del cinturó principal, amb un període orbital de 1223.7667329 dies (3,35 anys).
Nomenat en honor de Vladislav Nikolàievitx Vólkov (23/11/1935-30/6/1971), enginyer de vol de la Soiuz 11, mort el 30 de juny de 1971 durant el retorn d'aquest a la Terra.
Altres designacions provisionals: 1926 AB, 1950 BU1, 1955 SV2, 1957 FB i 1967 ER.